# Axel Storch
Axel Frederik Jensen Storch (26. januar 1897 i Silkeborg – 15. maj 1961 på Frederiksberg) var en dansk officer.
Han var søn af overlærer Hans Andreas Jensen Storch (1869-1946) og hustru Ane Christine født Nielsen (1872-1932), blev student fra Aalborg Katedralskole 1915, premierløjtnant 1919, gennemgik geodætisk kursus 1921-23 og var ansat ved Generalstabens topografiske Afdeling 1923-24. Storch kom på generalstabskursus 1926-28, var adjudant ved Generalkommandoen 1928-34, blev kaptajn 1932, var kompagnichef ved 15. bataljon 1934-37, stabschef hos generalinspektøren for fodfolket 1937-45, ansat ved Geodætisk Institut 1943-46, blev oberstløjtnant 1946, var chef for 19. bataljon 1946-50, til rådighed for og lærer ved Hærens Officersskole 1950, chef for AFNE Headquarters, København, 1951, blev oberst og chef for det danske kommando i Tyskland 1951, tillige chef for Allied Land Forces Schleswig-Holstein 1953 og blev generalmajor og generalinspektør for fodfolket 1955, hvilket han var til sin død 1961.
Axel Storch var chef for Københavns Amts Skyttekorps 1933-37, lærer i krigskunst ved Hærens Officersskole 1934-45 og 1950-51, medlem af bestyrelsen for Fællesorganisationen af Officerer og Ligestillede af Hæren 1928-32 og 1938-44, æresøverste i Selskabet De danske Forsvarsbrødre i København 1956, formand for Hærens Oppakningskommission af 1947 fra 1955. Han skrev introduktionen til bogen Napoleon Bonaparte - Billeder af hans liv. Introduktion ved Generalmajor Axel Storch (Nyt Nordisk Forlag Arnold Busck 1959) og udgav Forelæsninger for officersklassen ældste afdeling om Krigens Teori (Hærens Officersskole 1951).
Han var Kommandør af 1. grad af Dannebrogordenen, Dannebrogsmand, bar Hæderstegnet for god tjeneste ved Hæren og udenlandske ordener.
Storch blev gift 11. maj 1923 med Elisabeth Windfeld-Hansen (19. februar 1900 på Frederiksberg - ?), datter af grosserer R. Hansen (død 1934) og hustru født Windfeld (død 1927).